# 郭芯其
郭芯其（Rammie Guo，1986年1月27日—），原名郭斌妮，廣東出生，香港女歌手。
她曾在深圳外國語學校讀書。2002年參選環球小姐中國賽區總決賽，獲得亞軍，被經理人朱永龍發掘，簽約成為旗下藝人，拍過多個廣告，2005年加入新藝寶唱片。但只在2006年6月1日推出過一張同名專輯。其中《浪漫探險》一曲因為其強烈的節奏感成為深圳騰訊公司（Tencent）旗下一款音樂休閑網絡遊戲《QQ音速》（R2BEAT）中的一首比賽歌曲，因為其高難度成為最難的一首比賽歌曲之一（现評價中僅僅次于《無限挑戰》《鼠鼠生风》等歌曲），從而在QQ音速的眾多玩家中熟知。

## 音樂作品

### 個人專輯
- 2006年6月1日：Rammie Guo

1. 冰點
2. 潮流輕
3. 蛋白質情人
4. 愛是個假設
5. 學會飛
6. 你太專一
7. 男人不會說分手
8. 浪漫探險
9. Can You Hear Me
10. 冰火
11. 七分之一愛情

### 派台歌曲四台成績
| 派台年份 | 大碟       | 歌曲           | 903 | RTHK | 997 | TVB |
| -------- | ---------- | -------------- | --- | ---- | --- | --- |
| 2005     | Rammie Guo | 浪漫探險       | -   | -    | 8   | -   |
|          | Rammie Guo | 潮流輕         | 15  | 19   | 6   | -   |
|          | Rammie Guo | 蛋白質情人     | -   | -    | 5   | -   |
|          | Rammie Guo | 冰點           | -   | -    | 15  | -   |
| 2006     | Rammie Guo | 男人不會說分手 | 16  | 18   | 5   | -   |
|          | Rammie Guo | 學會飛         | -   | -    | 6   | -   |

## 戲劇
- 奇幻潮 - 阿　欣
- 籃球部落 - 羅敏敏
- 宗師卜六 - 白瑞霜

## 獎項
- 2001年百事新生代全國新星歌唱大賽

少年組季軍、全場形象大獎
- 2002年環球小姐中國賽區（香港澳門深圳珠海）分賽區總決賽

冠軍、最上镜小姐
- 2002年環球小姐中國賽區總決賽

亞軍
- 2003年騰訊QQ之星

冠軍
- 2005年度新城國語力頒獎禮

新城國語力熱播新聲音獎

## 外部連結
- 郭芯其官方網站 （页面存档备份，存于）